# Alessandro Lupo
Pour les articles homonymes, voir Lupo.

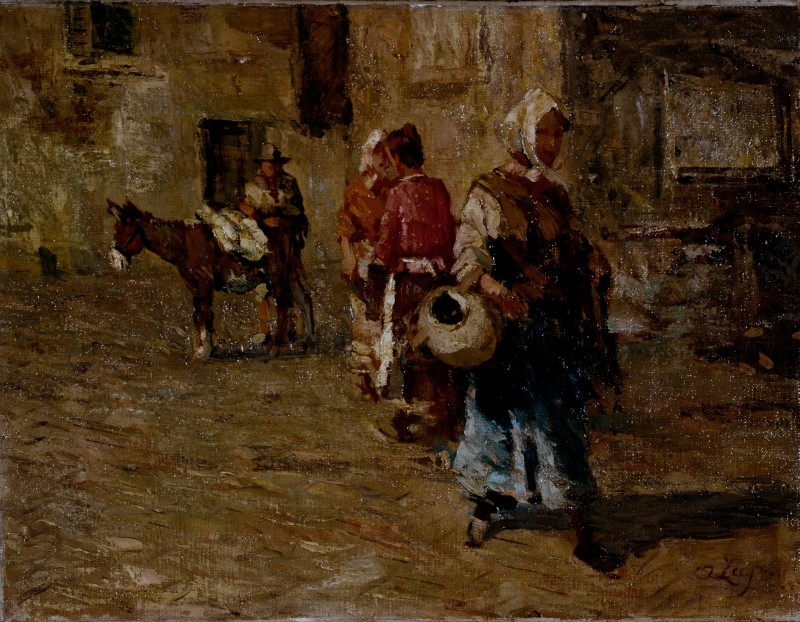
Andando al mercato (Aller au marché), 1930-1935 (Collections d'art de la Fondazione Cariplo)

Alessandro Lupo, né le 1er juillet 1876 à Turin et mort en 1953 dans la même ville, est un peintre italien. 

## Biographie
La famille de Lupo le destine à une carrière en droit, et il obtient son diplôme en 1900. 
Lupo se révèle artistiquement sous la direction de Vittorio Cavalleri et il suit également des cours du soir à l'Accademia Albertina. Il travaille dans la tradition du naturalisme piémontais de la fin du XIXe siècle, influencé dans ses paysages par les œuvres de Delleani. Ses débuts à la Società Promotrice di Belle Arti de Turin en 1901, avec trois études de la vie, suivit d'une participation régulière aux grands événements nationaux. Bien que critiqué pour sa conformité excessive aux modèles de son maître, son travail attire l'attention du public et des critiques à partir de 1908. Les premiers paysages peints en plein air font place à un plus large éventail de sujets jusqu'à ce qu'il commence à se spécialiser dans les scènes de marché et les animaux dans les années 1920. Le succès de l'artiste en termes d'expositions et critiques, commence par l'exposition personnelle de 1921 à la Galleria Vinciana à Milan, s'arrête brutalement quand il est exclu de la Biennale de Venise de 1928. Il continue cependant d'exposer à l'étranger. Le succès commercial à long terme est néanmoins assuré par le caractère plaisant des sujets abordés et le penchant pour les manières stylistiques dépassées du XIXe siècle. 